# 임대일
임대일(본명 : 이종민, 1966년 6월 9일 ~ )은 대한민국의 배우이다.

## 학력
- 경기대학교 서양화과 학사

## 출연작

### 영화
- 《귀신의 향기》 (2019년) - 성근 역
- 《내안의 그놈》 (2019년) - 포차남자 1 역
- 《은밀한 유혹》 (2015년) - 오 변호사 역
- 《내가 다 알아서 할게》 (2013년)
- 《나쁜 피》 (2012년) - 방준 역[4][5]
- 《된장》 (2010년) - 교화원 위원 역
- 《펀치 레이디》 (2007년) - 남철 역
- 《맨손으로 죽여라?》 (2004년) - 킬러 역
- 《이것이 법이다》 (2001년)
- 《고해》 (2001년) - 형사 1 역
- 《48+1》 (1995년) - 강토 부하 역
- 《장대를 잡은 여자》 (1984년)

### 드라마
- 《빛과 그림자》 (2011년, MBC)
- 《키스 앤 더 시티》 (2010년, SBS Plus)
- 《시티홀》 (2009년, SBS) - 문 국장 역
- 《천추태후》 (2009년, KBS2) - 2회에서 발해유민을 핍박하는 장군역
- 《하얀 거짓말》 (2008년, MBC) - 강정우의 친구 역
- 《베토벤 바이러스》 (2008년, MBC)
- 《연개소문》 (2006년, SBS) 1부(굴돌통역) 2부(소정방의 부장역)
- 《패션 70's》 (2005년, SBS)
- 《남자 셋 여자 셋》 (1996년, MBC)
- 《짝》 (1994년, MBC) - 임대창 역
- 《삼국기》 (1992년, KBS1)[6]

## 수상
- 1993년 전국연극제 남자연기상